# Správní obvod obce s rozšířenou působností Zlín
Správní obvod obce s rozšířenou působností Zlín je od 1. ledna 2003 jedním z pěti správních obvodů rozšířené působnosti obcí v okrese Zlín ve Zlínském kraji. Čítá 30 obcí.
Město Zlín je zároveň obcí s pověřeným obecním úřadem, přičemž oba správní obvody jsou územně totožné.

## Seznam obcí
Poznámka: Města jsou vyznačena tučně.
- Bohuslavice u Zlína
- Březnice
- Březůvky
- Dobrkovice
- Doubravy
- Držková
- Fryšták
- Hostišová
- Hřivínův Újezd
- Hvozdná
- Kaňovice
- Karlovice
- Kašava
- Kelníky
- Lhota
- Lípa
- Lukov
- Lukoveček
- Machová
- Mysločovice
- Ostrata
- Provodov
- Racková
- Sazovice
- Šarovy
- Tečovice
- Velký Ořechov
- Vlčková
- Zlín
- Želechovice nad Dřevnicí

## Obyvatelstvo
| Rok  | Obyv.  | ± %    |
| ---- | ------ | ------ |
| 1869 | 25 591 | —      |
| 1880 | 27 418 | +7,1 % |
| 1890 | 27 958 | +2 %   |
| 1900 | 29 452 | +5,3 % |
| 1910 | 31 327 | +6,4 % |

| Rok  | Obyv.  | ± %     |
| ---- | ------ | ------- |
| 1921 | 32 696 | +4,4 %  |
| 1930 | 53 366 | +63,2 % |
| 1950 | 81 096 | +52 %   |
| 1961 | 85 233 | +5,1 %  |
| 1970 | 91 334 | +7,2 %  |

| Rok  | Obyv.   | ± %    |
| ---- | ------- | ------ |
| 1980 | 99 795  | +9,3 % |
| 1991 | 102 409 | +2,6 % |
| 2001 | 100 931 | −1,4 % |
| 2011 | 98 559  | −2,4 % |
| 2021 | 98 142  | −0,4 % |